# Ochodaeus inscutellaris
Ochodaeus inscutellaris es una especie de coleóptero de la familia Ochodaeidae.

## Distribución geográfica
Habita en Palestina.